# Văn hóa Hạ Long
Văn hóa Hạ Long là một nền văn hóa cổ. Cho đến nay, đã có khoảng gần 50 di tích “Văn hoá Hạ Long” được phát hiện trên các đảo của Vịnh Hạ Long cũng như dọc bờ biển từ Móng Cái đến Vân Đồn, với đặc trưng chung về loại hình - kỹ thuật chế tác công cụ đá và đồ gốm có từ cách đây 5.000-3.000 năm.